# Huacalera
Huacalera es una localidad argentina en el departamento de Tilcara de la provincia de Jujuy. Es un pequeño pueblo, con un monolito dedicado al Trópico de Capricornio, debido a que por ese punto pasa el trópico del hemisferio sur.

## Turismo

### Capilla de Huacalera
Antiguamente, Huacalera fue una parcialidad indígena omaguaca, y de ella ha quedado hasta nuestros días la Capilla de la Inmaculada Concepción, que data del año 1655.
Posee una de las más importantes y valiosas obras de la Escuela Cusqueña como son el Casamiento de la Virgen y "El Bautismo de la Virgen", únicos en su temática.
El altar data de 1699. El sagrario es otro trabajo de arte que a sus lados tiene dos cuadros aplicados de San Pedro y San Pablo. La obra más valiosa del templo es el retablo, trabajo de primitivos artistas del altiplano, el más antiguo de la región.

### Posta de Huacalera
La Posta de Huacalera fue el establecimiento colonial más antiguo. La escuela, aún en pie, data de 1825. El molino colonial, obra de los jesuitas, y el yacimiento arqueológico Pucará de Molla, son sus atractivos más característicos. Existe aquí un importante hostal.

### Referencia histórica
En Huacalera, a orillas de un arroyo, descarnaron el cuerpo del general Lavalle para evitar que fuera capturado por sus perseguidores y enterraron sus partes blandas cerca de una capilla del lugar. El corazón fue colocado en un recipiente con aguardiente y sus huesos lavados y puestos en una caja con arena seca. Los restos fueron llevados a Potosí.

### Trópico de Capricornio
En la entrada del pueblo, sobre la ruta nacional 9 se encuentra un monolito con la inscripción "Trópico de Capricornio" y la figura de una cabra con cola de pez, representación típica de la constelación de capricornio. Unos metros al oeste, hay una estructura a modo de reloj de sol que con su sombra indica la hora, pero también la fecha del año. 
El monolito y el reloj están ubicado donde pasaba el trópico de capricornio en 1934. Durante el solsticio de diciembre, al mediodía solar, el sol está en el cenit y dicho monumentos no proyectaban sombra.
Por la precesión de los equinoccios y la nutación, la posición de los trópicos se mueven en ciclos de 14 000 años. Actualmente, el trópico de Capricornio se mueve aproximadamente a una velocidad de 14.4 m/año hacia el norte. Para el año 2018 el trópico pasaba casi sobre el final del hotel Huacalera, 1,5 kilómetros al norte del monolito.

### Albergues
Hay 2 albergues, Hostal La Granja, otrora propiedad del arquitecto e historiador Luis Grenni, hoy de su hijo el abogado Lucas Ramón Grenni, y Hotel Huacalera, antiguamente Finca Monterrey, de Edwin Calvó.

## Defensa Civil

### Sismicidad
La sismicidad del área de Jujuy es frecuente y de intensidad baja, y un silencio sísmico de terremotos medios a graves cada 40 años.
- Sismo de 1863: aunque dicha actividad geológica catastrófica, ocurre desde épocas prehistóricas, el terremoto del 4 de enero de 1863 (162 años),[5] señaló un hito importante dentro de la historia de eventos sísmicos jujeños, con 6,4 Richter. Pero nada cambió extremando cuidados y/o restringiendo códigos de construcción.[4]
- Sismo de 1948: el 25 de agosto de 1848 (176 años) con 7,0 Richter, el cual destruyó edificaciones y abrió numerosas grietas en inmensas zonas[5][4]
- Sismo de 2009: el 6 de noviembre de 2009 (15 años) con 5,6 Richter

## Peregrinación a la Virgen de Sixilera
Sixilera es un pequeño santuario donde se encuentra la virgen del Rosario de Sixilera.
Según cuentan los habitantes de la quebrada de Humahuaca, la imagen de la virgen de Sixilera apareció en esas montañas haciendo milagros para los lugareños de Sixilera. Después de unos años, decidieron llevar a la imagen de la Virgen hasta la iglesia del Rosario de Tilcara, para que todas las personas que quisieran pudieran verla y rezarle. Dejan a la virgen en la iglesia aproximadamente un mes y después la llevan de vuelta al santiario de Sixilera.
A mediados de septiembre, entre la segunda y tercera semana, se sale siempre el jueves y luego de pasar todo el viernes, el sábado se regresa a Tilcara; personas de diferentes partes del país, y del mundo se reúnen en Huacalera para comenzar la peregrinación a Sixilera.
La peregrinación comienza en Huacalera muy temprano en la mañana. Muchas bandas de Sikuris y creyentes comienzan a subir al santuario. Durante todo el camino las bandas de sikuris van tocando. Se tarda en llegar aproximadamente diez horas.
La virgen se encuentra a 5.000 m s. n. m. y a 27 km de Tilcara.
Al día sábado después de la subida al santuario, todos los feligreses comienzan a bajar como a las cinco de la mañana. Un grupo como de diez personas van llevando a la virgen y las bandas de sikuris nunca dejan de tocar.
Aproximadamente se llega a la iglesia del rosario de Tilcara a las nueve o diez de la noche.
Todo el pueblo esperando a la virgen y a quienes la fueron a buscar.

## Galería
|                      |
| Capilla de Huacalera |

|                                        |
| Reloj Solar del Trópico de Capricornio |

|                                                    |
| Monolito y reloj solar en el Trópico de Capicornio |

|                                 |
| Cartel vial ruta nacional n.º 9 |